# Guldfågeln 3

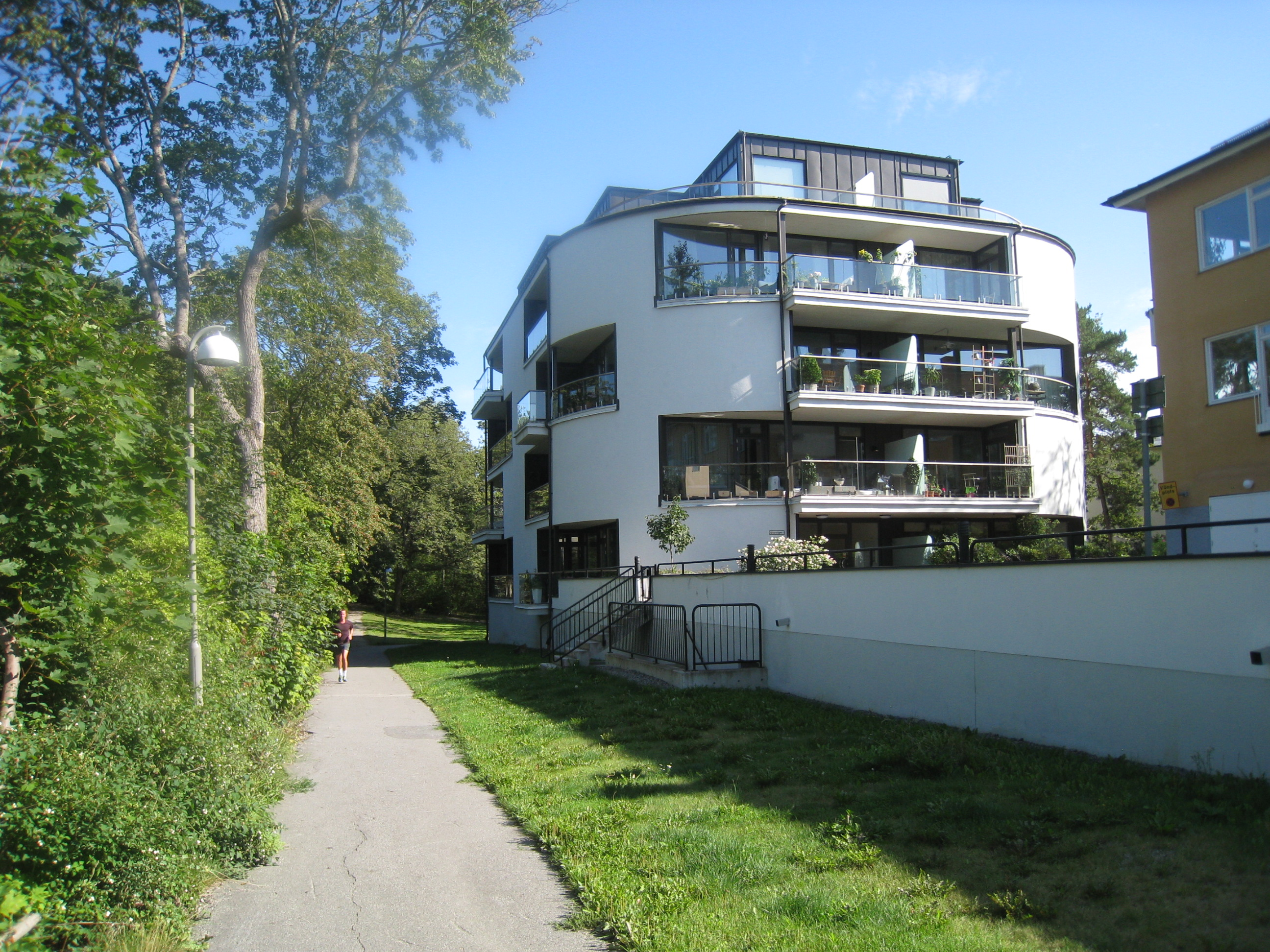
Flerbostadshuset i fastigheten Guldfågeln 3 i Smedslätten i Bromma med 18 bostadsrättslägenheter.

Guldfågeln 3 är en fastighet, som består av ett flerbostadshus, i stadsdelen Smedslätten i Bromma, väster om Stockholm. Guldfågeln 3 ligger på Jättestigen 1 och huset ligger precis vid gränsen till stadsdelen Äppelviken längst in vid vändplanen vid Strömkarlsvägen 91 i norra delen av Smedslättens gårds område i det bostadsområde i södra Smedslätten som färdigställdes åren 1939–1940. Jättestigen fick sitt namn 1939 ur kategorin "sagovärlden" liksom Havsfruvägen, Snövitsvägen och Strömkarlsvägen.
På det garage som ursprungligen uppfördes 1939–1940 vid Jättestigen 1 i kvarteret Guldfågeln i Smedslätten har under åren 2013–2014 byggts en ny fastighet i fem våningar med 18 st bostadsrättslägenheter med inflyttning i början av september 2014. Området ligger precis söder om Äppelviksskolan. Ett trettiotal parkeringsplatser byggdes i närliggande garage. Huset är ritat av Waldermanson Berglund Arkitekter AB.

## Historik
Kvarteret Guldfågeln ligger vid Smedslättsdälden vid gränsen till området vid Äppelviksskolan, vars äldsta del byggdes 1924. Åren 1938–1940 byggdes vid Alviksvägen i Smedslätten trevånings flerfamiljs hyreshus och radhus på det Sunnerdahlska områdets norra del längs Havsfruvägen närmast Smedslättsdälden. Det var husen kring Jättestigen, Snövitsvägen, Strömkarlsvägen och Havsfruvägen. Husen ligger i kvarteren Hobergsgubben, Guldfågeln, Fågel Blå, Glasberget, Kullamannen och Svanjungfrun. På andra sidan Alviksvägen ligger friliggande bostadshus i två våningar. Fram till 1950 tillhörde det nedanförliggande Borgberget Smedslättens område, men det tillhör numera stadsdelen Äppelviken.
Flerbostadshuset, som byggdes åren 2006–2014, ligger i Smedslättens villakvarter på gränsen mellan Smedslättens bostadsblock och den öppna naturen. Bostadshuset har totalt 18 lägenheter. Huset har avrundade hörn och det återspeglar formen på det gamla garaget som tidigare stod på den här platsen och som fortfarande delvis finns kvar i bottenvåningen. Till den befintliga garagebyggnaden har byggts fyra våningar samt ett öppet tak och det andra garagegolvet har delvis rivits och skapar en öppning mellan de gröna områdena som omger byggnaden.
Från lägenheterna och terrasserna har man direktkontakt med den omgivande grönskan och Mälarens vatten. Alla lägenheter har två balkonger i två väderstreck och följaktligen utsikt i olika riktningar. Lägenheterna har 2–5 rum och en maximal storlek på 130 kvadratmeter. Ytterväggarna är gipsade och huset har putsade väggytor som står i kontrast till de indragna och uppglasade fasaderna. Huset färdigställdes under Waldemarson Berglund Arkitekter.
Av Stockholms läns hembygdsförbund tilldelades projektet år 2015 byggnadspris för föredömlig kompletteringsbebyggelse. Under åren 1991–2015 delade Stockholms läns hembygdsförbund ut byggnadspriser för att fästa uppmärksamhet på, dels väl genomförda upprustningar av äldre bebyggelse, dels ny bebyggelse som är väl anpassad till ursprunglig miljö. Det var en jury med representanter från hembygdsförbundet, Stockholms läns museum, Stockholms stadsmuseum, Länsstyrelsen, arkitektyrket och byggnadskulturhistoriskt yrkesverksamma entreprenörer som utsåg vilka objekt som skulle belönas. Bostadsrättsföreningen Guldfågeln 3 bildades 2014.

## Bilder
Fastigheten Guldfågeln 3, Smedslätten i augusti 2019.

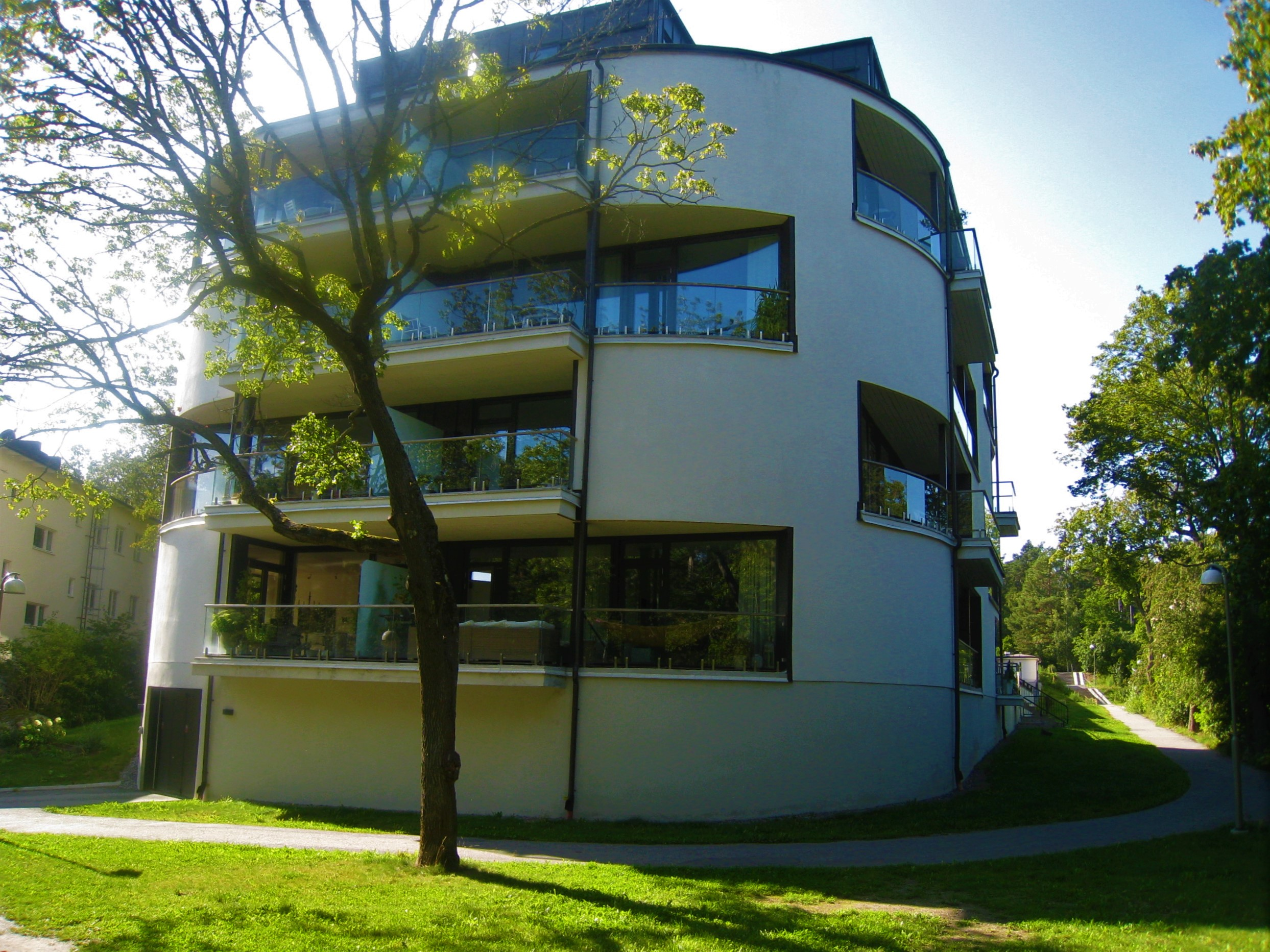
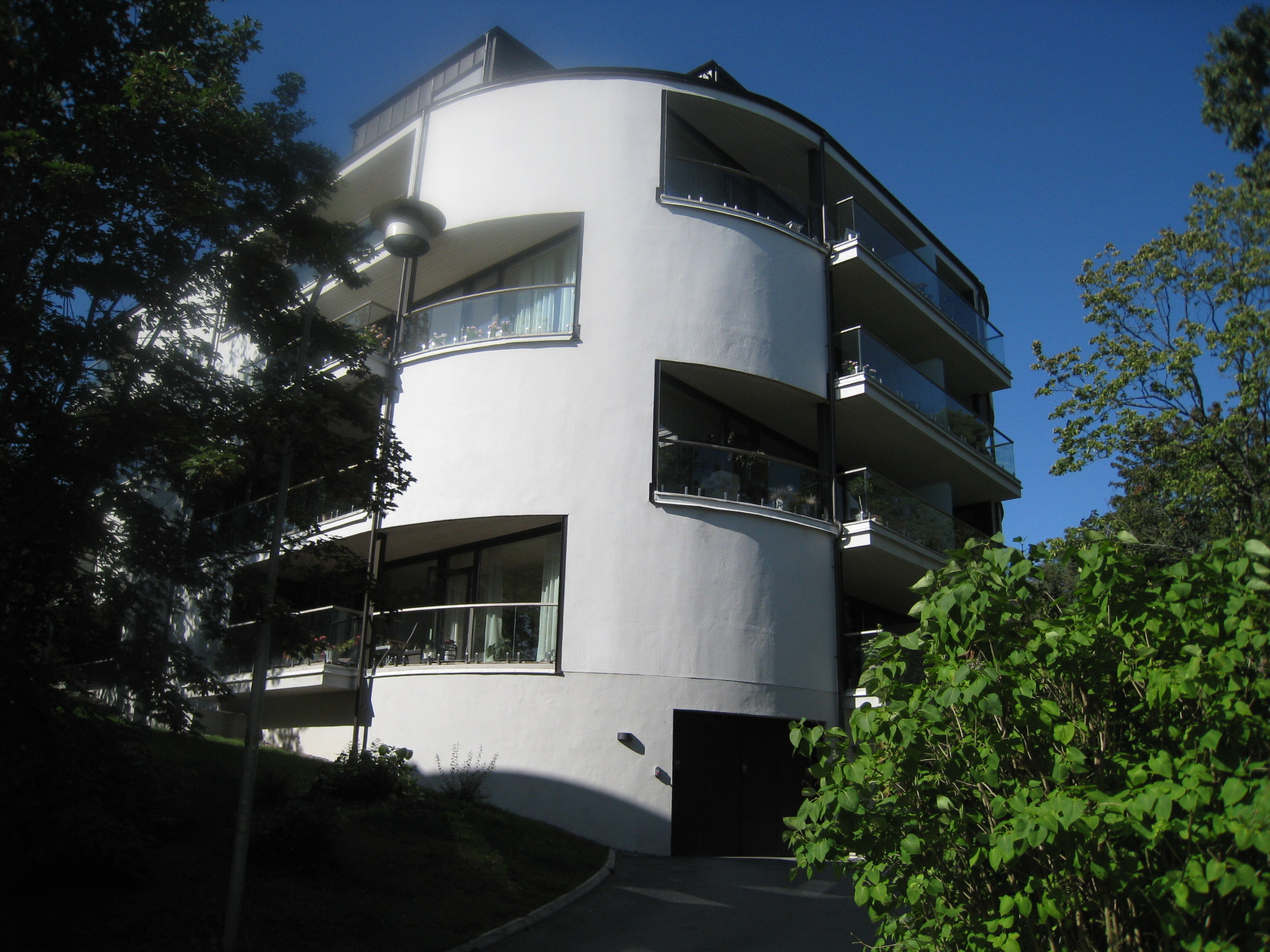
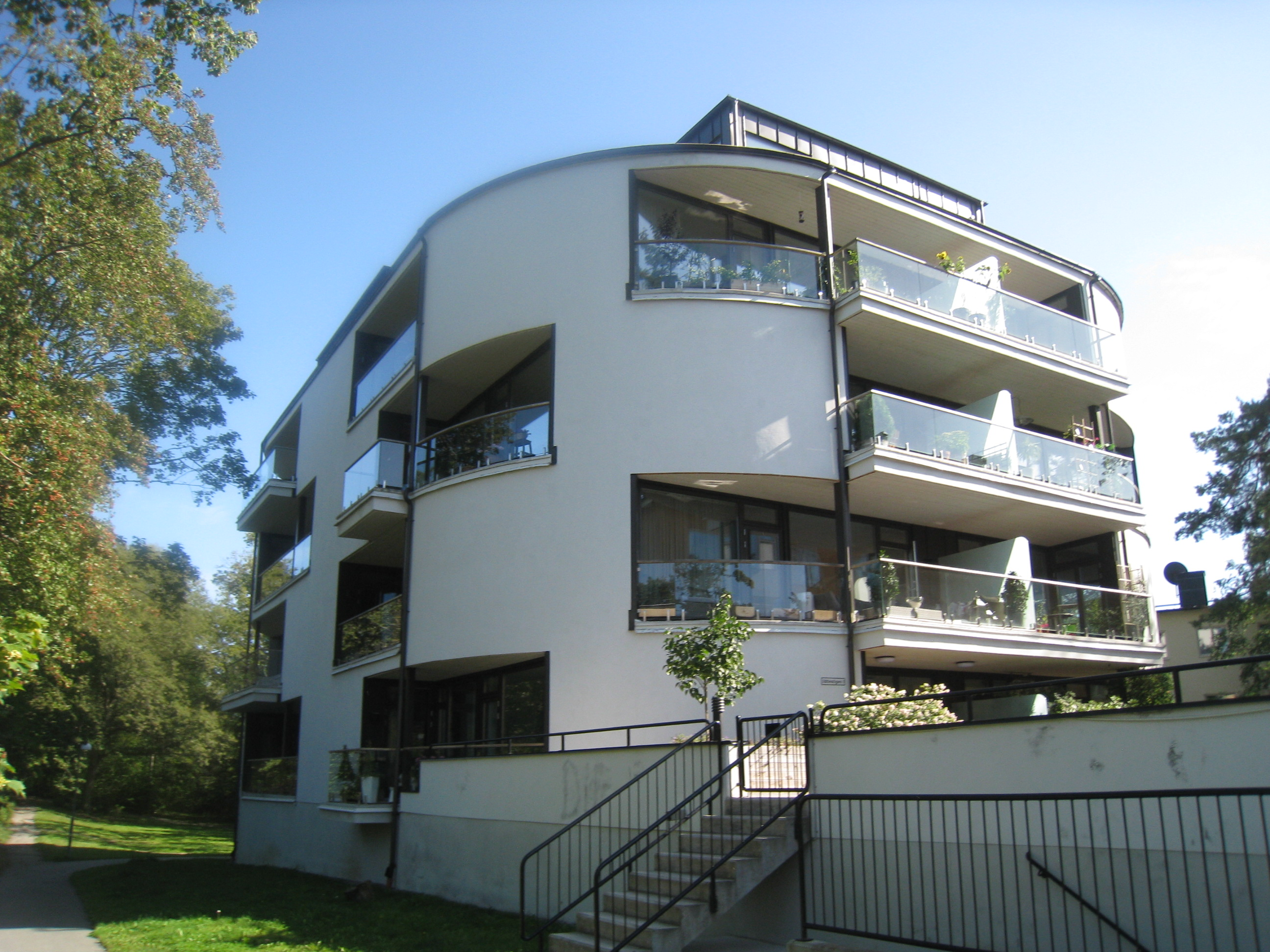
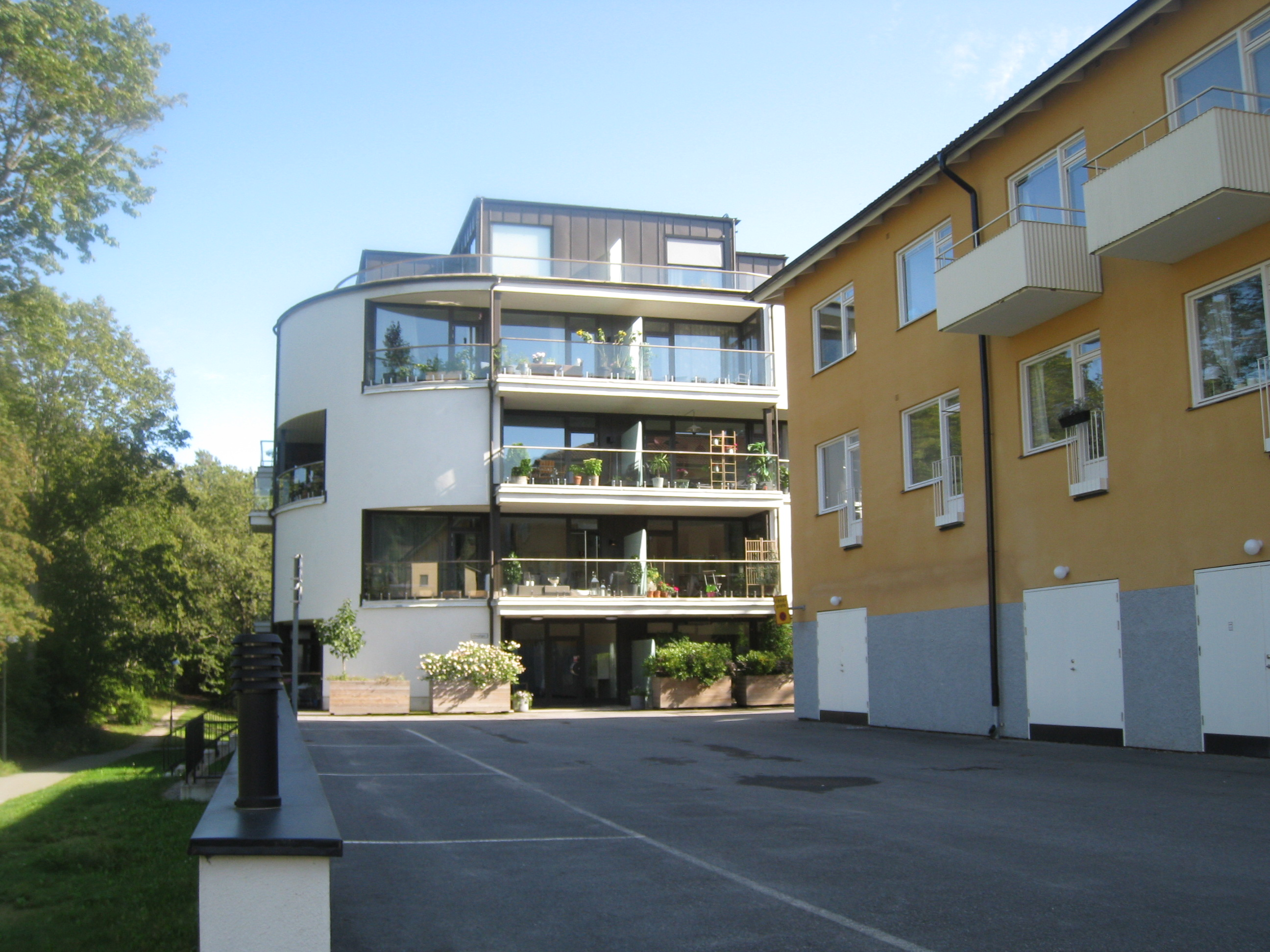